# Rudolf Fischer (autocoureur)
Rudi Fischer (Schaffhausen, Zwitserland, 19 april 1912 – Luzern, 30 december 1976) was een Formule 1-coureur uit Zwitserland. Hij reed in 1951 en 1952 acht Grands Prix voor het team Scuderia Espandon met een Ferrari.